# ホンダ・CBR1000F
CBR1000F(シービーアールせんエフ)は、本田技研工業がかつて製造販売していたオートバイである。

## 概要
1980年代当時の大型自動二輪車日本国内市場は排気量750㏄までとしていたメーカー自主規制が存在したことから、CBRシリーズの日本国内フラグシップモデルはCBR750とされたが、海外向け仕様では規制がないことからほぼ同一の車体に排気量を998㏄まで拡大したエンジンを搭載したのが本モデルである。
数度のモデルチェンジを経て、1993年 - 1995年には日本国内向け仕様も設定販売された。

## モデル一覧
※本項では型式別に解説を行う。

### SC21型
1986年に西ドイツ(現・ドイツ連邦共和国)ケルンモーターショーで発表。翌1987年よりヨーロッパでの販売が開始された。
車体はCBR750と共通のダイヤモンド型フレームにフルカバードカウルを装着するスポーツツアラーであるが、搭載されるSC21E型水冷4ストローク4バルブDOHC並列4気筒エンジンは、CBR750用RC27E型の内径x行程：70.0x48.6(mm)を77.0x53.6(mm)へ拡大し排気量を998㏄とした上で圧縮比10.5：1とされ最高出力132ps/9,500rpm・最大トルク10.6kg-m/8,500rpmを発揮する。
- RC27E型に対してSC21E型では燃料供給を行う4基のキャブレターをVG60A型からVG80型へ変更したほか、エンジンオイル容量を4.1L→4.3Lへ増量。またカムシャフト駆動がカムギアトレーン駆動から通常のタイミングチェーンへ変更、さらには常時噛合式6段マニュアルトランスミッション・1次減速・2次減速のギア比が異なるなどの差がある。

### SC24型
1989年から生産されたモデルチェンジ車でSC21型からは以下の変更を実施。
- フロントカウルをよりスラント化した上でヘッドライトを一体型2灯式へ変更
- 最高出力を135psへ向上
- タイヤを110/80-17(前)・140/80-17(後)バイアス→120/70-17(前)・170/60-17(後)ラジアルタイヤへ変更
- フレームをスチール製ツインチューブダイヤモンド型へ変更
- シート形状変更により足付き性を向上
- 燃料タンク容量を21→22Lへ増量

### SC31型
1993年から1999年まで生産されたモデル。外観的にはSC24型のデザインをほぼ踏襲するが、新たに開発された前後連動ブレーキシステムであるデュアル・コンバインド・ブレーキ・システム(D-CBS)を搭載したのが最大の変更点である。また本モデルは日本国内向け仕様が設定されたが、当時は出力自主規制が存在したことから、日本国内仕様は最高出力93ps/9,000rpm・最大トルク8.7kg-m/6,000rpmとされた。
搭載されるエンジンは従来のSC21型から基本設計を引き継ぐもののSC30型CB1000スーパーフォアと共用するSC30E型とするなど一部コンポーネンツを共用する姉妹車となった。このためマニュアルトランスミッションは6段から5段へ変更された。
なお日本国内向け仕様は以下のスケジュールで販売された。
1993年4月22日発表 同月27日発売
年間販売目標500台 希望小売価格消費税抜950,000円
1994年1月18日発表 同年4月1日発売
カラーリングを変更した1994年モデルを300台限定で販売 希望小売価格消費税抜960,000円
1994年9月22日発表 同年12月2日発売
カラーリングを変更した1995年モデルを200台限定で販売 希望小売価格消費税抜960,000円
1996年には後継モデルのCBR1100XX Super BlackBirdが発表されたが、海外向け輸出仕様は1999年まで生産が継続された。